# استیرامیدوپروپیل دی‌متیل‌آمین
استیرامیدوپروپیل دی‌متیل‌آمین (به انگلیسی: Stearamidopropyl dimethylamine) با فرمول شیمیایی C۲۳H۴۸N۲O یک ترکیب شیمیایی با شناسه پاب‌کم ۶۲۱۰۹ است. که جرم مولی آن ۳۶۸٫۶۴ g/mol می‌باشد. 